# Takezaki Suenaga

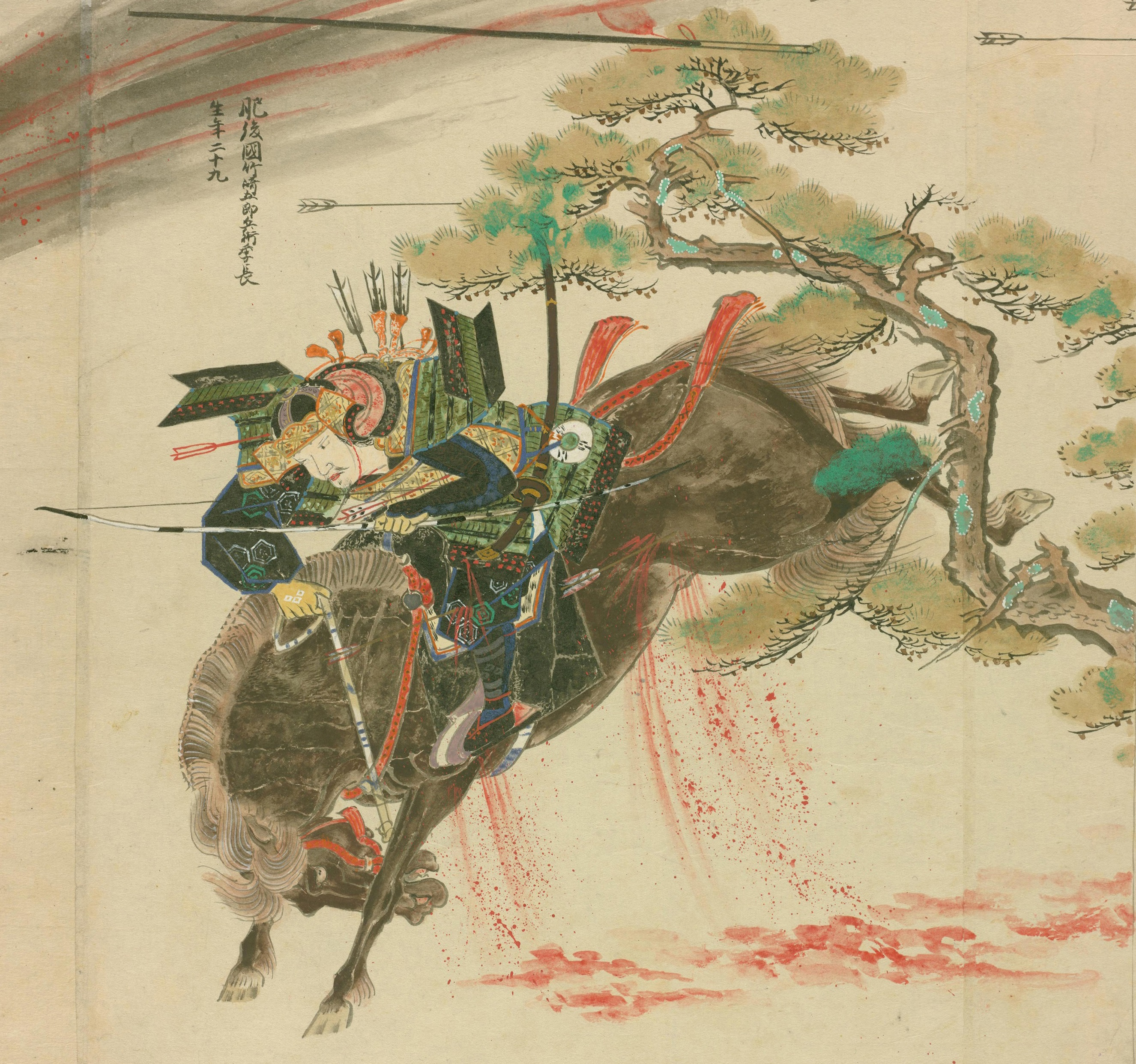
Takezaki Suenaga

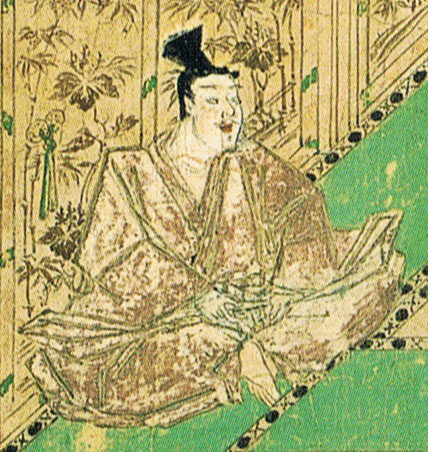
Adachi Yasumori

Takezaki Suenaga (japanisch 竹崎 季長; geboren 1246 in der Provinz Higo; gestorben 1324) war ein japanischer Feldherr in der späten Kamakura-Zeit. 

## Leben und Wirken
Takezaki Suenaga ist die Hauptperson im „Mōko Shūrai Ekotoba“ – „Bebilderte Geshichte der Mongoleninvasionen“ und die Person, die seine Entstehung in Auftrag gegeben hat. Er diente im Mongolen-Krieg (文永の役, Bun’ei no eki) 1274 als Feudalherr des Landkreises Takezaki (竹崎郷) in der Provinz Higo. Takezaki tat sein Bestes, den Einmarsch aufzuhalten, und er konnte sein Leben retten, als er in die Hände der mongolischen Armee geriet.
Auf der Suche nach einer Belohnung ging Takezaki nach Kamakura, wandte sich direkt an den Richter Adachi Yasumori (安達 泰盛; 1231–1285) und erhielt daraufhin den Landkreis Kaitō (海東) in der Provinz Higo. Adachi soll Suenaga als „einen seltsam starken Mann“ beschrieben haben. Später, 1281, verteidigte er beim 2. Mongoleneinfall (後弘安の役, Ato Kōan no eki) mit Kikuchi Takefusa (菊池 武房; 1245–1285) und anderen die Heimat, enterte ein feindliches Schiff und konnte es erfolgreich erobern.
Das „Mōko Shūrai Ekotoba“ stellt Suenagas Kampfstil und seine Bitte um eine Belohnung dar und soll zum Gedenken an Adachi Yasumori  geschaffen worden sein, der sich für die Belohnung eingesetzt hatte.